# Grok
Cette page traite du néologisme. Pour le modèle d'intelligence artificielle, voir Grok (chatbot).
Grok /ˈɡrɒk/ est un néologisme inventé par l'écrivain américain Robert A. Heinlein pour son roman de science-fiction de 1961 En terre étrangère, traduit par gnoquer dans la traduction française. 
L'Oxford English Dictionary résume la signification de grok comme suit : « comprendre intuitivement ou par empathie, établir un rapport avec » et « faire preuve d'empathie ou communiquer avec sympathie (avec) ; aussi, éprouver du plaisir ». Le concept de Heinlein est cependant bien plus nuancé, le critique Istvan Csicsery-Ronay Jr. observe que « le thème majeur du livre peut être considéré comme une définition étendue du terme ». Le concept de grok a suscité un examen critique important dans les années qui ont suivi la publication initiale du livre. Le terme et les aspects du concept sous-jacent font maintenant partie de communautés telles que l'informatique.

## Descriptions degrokdansStranger in a Strange Land
Le critique David E. Wright Sr. souligne que dans l'édition complète de 1991 de Stranger, le mot grok « a été utilisé en premier sans aucune définition explicite à la page 22 » et a continué à être utilisé sans être explicitement défini jusqu'à la page 253 (souligné dans original). Il note que cette première définition intentionnelle est simplement « boire », mais qu'il ne s'agit que d'une métaphore « tout comme l'anglais 'je vois' signifie souvent la même chose que 'je comprends' ».  Les critiques ont comblé cette absence de définition explicite en citant des passages de Stranger qui illustrent le terme. En voici une sélection :

« Grok means "to understand", of course, but Dr. Mahmoud, who might be termed the leading Terran expert on Martians, explains that it also means, "to drink" and "a hundred other English words, words which we think of as antithetical concepts. 'Grok' means all of these. It means 'fear', it means 'love', it means 'hate' – proper hate, for by the Martian 'map' you cannot hate anything unless you grok it, understand it so thoroughly that you merge with it and it merges with you – then you can hate it. By hating yourself. But this implies that you love it, too, and cherish it and would not have it otherwise. Then you can hate – and (I think) Martian hate is an emotion so black that the nearest human equivalent could only be called mild distaste. »

« Grok means "identically equal". The human cliché "This hurts me worse than it does you" has a distinctly Martian flavor. The Martian seems to know instinctively what we learned painfully from modern physics, that observer acts with observed through the process of observation. Grok means to understand so thoroughly that the observer becomes a part of the observed – to merge, blend, intermarry, lose identity in group experience. It means almost everything that we mean by religion, philosophy, and science and it means as little to us as color does to a blind man. »

« The Martian Race had encountered the people of the fifth planet, grokked them completely, and had taken action; asteroid ruins were all that remained, save that the Martians continued to praise and cherish the people they had destroyed. »

« All that groks is God. »

## Étymologie
Robert A. Heinlein a inventé à l'origine le terme grok dans son roman de 1961 En terre étrangère comme un mot martien qui ne pouvait pas être défini en termes terriens, mais peut être associé à diverses significations littérales telles que «eau», «boire», «vie», ou «vivre», et avait un sens figuratif beaucoup plus profond que la culture terrestre a du mal à comprendre en raison de son hypothèse d'une réalité singulière.
Selon le livre, l'eau potable est un objectif central sur Mars, où elle est rare. Les Martiens utilisent la fusion de leur corps avec de l'eau comme exemple simple ou symbole de la façon dont deux entités peuvent se combiner pour créer une nouvelle réalité supérieure à la somme de ses parties. L'eau devient une partie du buveur et le buveur une partie de l'eau. Les deux s'entrechoquent. Des choses qui avaient autrefois des réalités distinctes s'enchevêtrent dans les mêmes expériences, objectifs, histoire et but. Dans le livre, l'énoncé d'immanence divine verbalisé parmi les personnages principaux, «tu es Dieu», est logiquement dérivé du concept inhérent au terme grok.
Heinlein décrit les mots martiens comme étant «gutturaux» et «choquants». Le discours martien est décrit comme sonnant «comme une grenouille taureau combattant un chat». En conséquence, grok est généralement prononcé comme un gr guttural terminé par un k pointu avec très peu ou pas de son de voyelle (une transcription IPA étroite pourrait être [ɡɹ̩kʰ] ). William Tenn suggère que Heinlein dans la création du mot aurait pu être influencé par le concept très similaire de griggo de Tenn, introduit plus tôt dans l'histoire de Tenn Venus and the Seven Sexes (publiée en 1949). Dans sa postface, Tenn dit que Heinlein considérait une telle influence comme «très possible».

## Adoption et utilisation moderne

### Dans la culture informatique
Les usages du mot dans les décennies après les années 1960 sont plus concentrés dans la culture informatique, comme une apparition en 1984 dans InfoWorld : « Il n'y a pas de logiciel ! Seuls différents états internes du matériel. Tout est matériel ! C'est dommage que les programmeurs ne grokent pas mieux. »
Le Jargon File, qui se décrit lui-même comme un « Dictionnaire du hackeur » (Hacker's Dictionnary, en anglais) et fut publié trois fois sous ce nom, place grok dans un contexte de programmation :

« When you claim to "grok" some knowledge or technique, you are asserting that you have not merely learned it in a detached instrumental way but that it has become part of you, part of your identity. For example, to say that you "know" Lisp is simply to assert that you can code in it if necessary – but to say you "grok" Lisp is to claim that you have deeply entered the world-view and spirit of the language, with the implication that it has transformed your view of programming. Contrast zen, which is a similar supernatural understanding experienced as a single brief flash. »

L'entrée existait dans les toutes premières formes du fichier Jargon, datant du début des années 1980. Une utilisation technologique typique de la Bible Linux, 2005 caractérise la philosophie de développement de logiciels Unix comme « celle qui peut vous simplifier la vie une fois que vous avez pensé à l'idée ».
Le livre Perl Best Practices définit grok comme une compréhension approfondie d'une partie du code informatique. Il poursuit en suggérant que re-grok du code consiste à recharger les subtilités de cette portion de code dans sa mémoire après qu'un certain temps s'est écoulé et que tous les détails de celui-ci ne sont plus mémorisés. En ce sens, grok signifie tout charger en mémoire pour une utilisation immédiate. C'est analogue à la façon dont un processeur met en cache la mémoire pour une utilisation à court terme, mais la seule implication de cette référence était que c'était quelque chose qu'un humain (ou peut-être un Martien) ferait.
La page cURL, un outil open source et une bibliothèque de programmation, décrit la fonction de cURL comme « cURL groks URLs ». 

Le livre Cyberia couvre largement son utilisation dans cette sous-culture : 

« This is all latter day usage, the original derivation was from an early text processing utility from so long ago that no one remembers but, grok was the output when it understood the file. K&R would remember. »

L'enregistreur de frappe utilisé par la NSA pour ses opérations de collecte de renseignements à distance s'appelle GROK. 
L'un des filtres d'analyse les plus puissants utilisés dans le composant logstash du logiciel Elasticsearch est nommé grok.
Un livre de référence de Carey Bunks sur l'utilisation du programme de manipulation d'images GNU est intitulé Grokking the GIMP.
En 2023, Elon Musk dévoile un projet d'intelligence artificielle générative nommé Grok,.

### Dans la contre-culture
- Tom Wolfe, dans son livre The Electric Kool-Aid Acid Test (1968), décrit les pensées d'un personnage lors d'un trip sous acide : «Il regarde vers le bas, deux jambes nues, un torse dressé vers lui et comme s'il les remarquait juste pour la première fois ... il n'a jamais vu cette chair auparavant, cet étranger. Il se grok de ça ... » [4]
- Dans son manuel de réparation contre-culturel How to Keep Your Volkswagen Alive: A Manual of Step-by-Step Procedures for the Compleat Idiot (1969), l'ingénieur aérospatial John Muir demande aux acheteurs potentiels de VW d'occasion de «groker la voiture» avant d'acheter[5].
- Le mot a été utilisé à de nombreuses reprises par Robert Anton Wilson dans ses œuvres Illuminatus ! et la trilogie du chat de Schrödinger.
- Le terme a inspiré le site de style de vie féminin de l'actrice Mayim Bialik, Grok Nation.
- Le programme scientifique de longue date The Groks Science Radio Show[6] se concentre sur l'idée de « grokking » scientifique.
- Le mot a été utilisé à de nombreuses reprises dans l'émission de télévision américaine Adventure Time.
- Le mot a été utilisé par Joanna Russ dans le livre L'Autre Moitié de l'homme.